# Stanisław Poniatowski (greve)

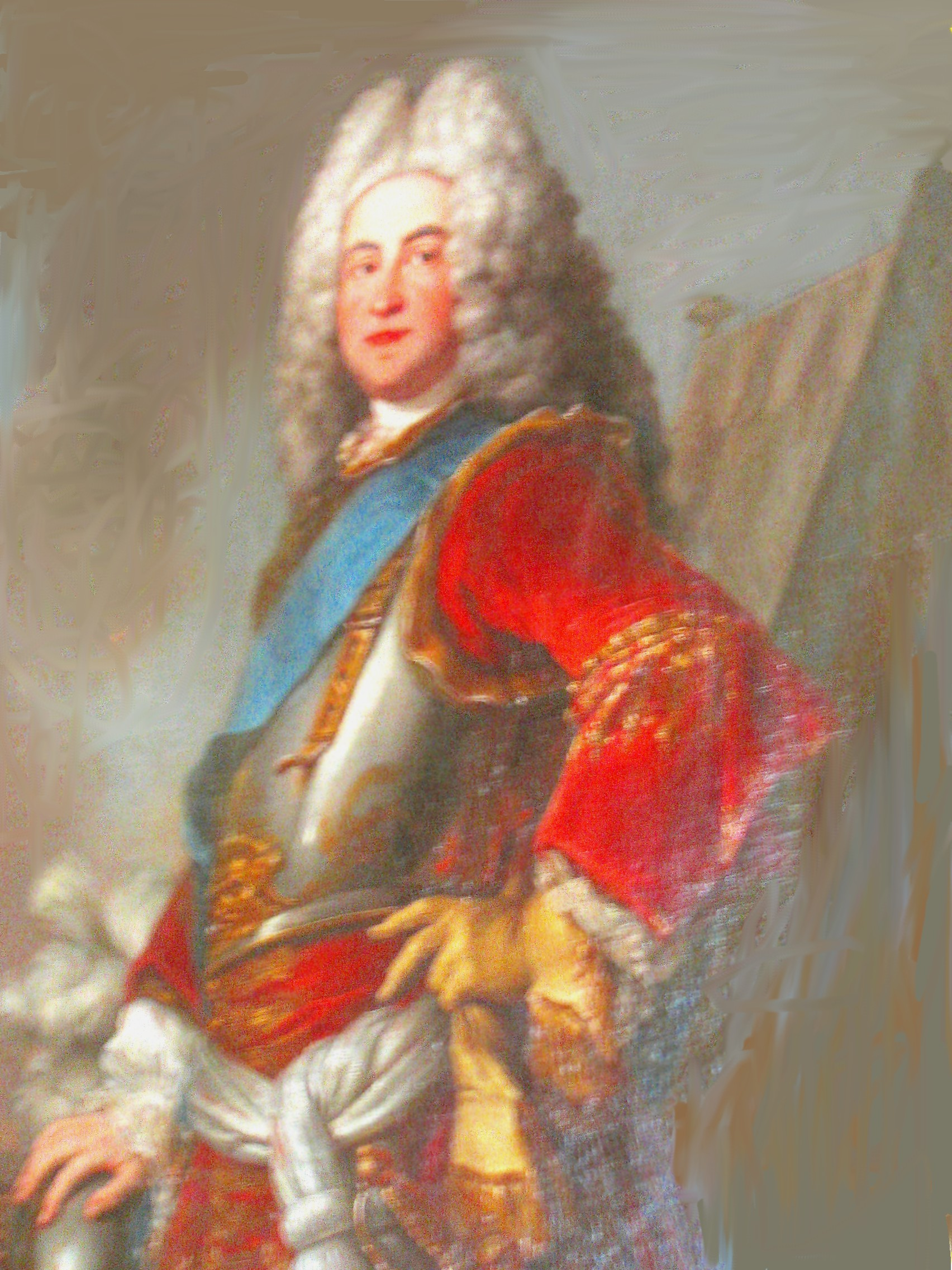
Greve Stanisław Poniatowski, far till Polens siste kung med samma namn

Stanisław Poniatowski, greve, general, kastellan av Kraków, född 1676, död 1762.
Stanisław Poniatowski slöt sig 1702 till Karl XII och medföljde honom på hans ryska fälttåg. Han deltog i slaget vid Poltava och följde därefter Karl XII till Bender. I egenskap av skicklig diplomat försökte han i Konstantinopel på kungens uppdrag påverka sultanen att förklara krig mot Ryssland.
År 1719 återvände han till Polen. 1731 blev han vojevod av Masovien och 1752 kastellan av Kraków.

## Äktenskap och barn
Stanisław Poniatowski gifte sig den 14 augusti 1720 med Konstancja Czartoryska, född 1700, död 1759, äldsta dotter till furst Kazimierz Czartoryski och Isabella Elizabeth Morsztyn, som tillhörde en av det polsk-litauiska samväldets mest inflytelserika familjer. 
Paret hade flera barn, häribland:
- Stanisław II August Poniatowski, 1732–1798, Polens siste kung.
- Andrzej Poniatowski, 1735–1773, fältmarskalk i österrikisk tjänst, far till Napoleons marskalk Józef Antoni Poniatowski.

## Författarskap
Stanisław Poniatowski är författare till bland annat två viktiga bidrag till Karl XII-litteraturen: Remarques d'un seigneur polonais sur L'histoire de Charles XII, roi de Suède, par Monsieur de Voltaire, La Haie 1741, samt Le journal d'un frère d'armes de Charles XII, utgiven av Serge Gorianiow, Sankt Petersburg 1910.